# Cedergrenska parken

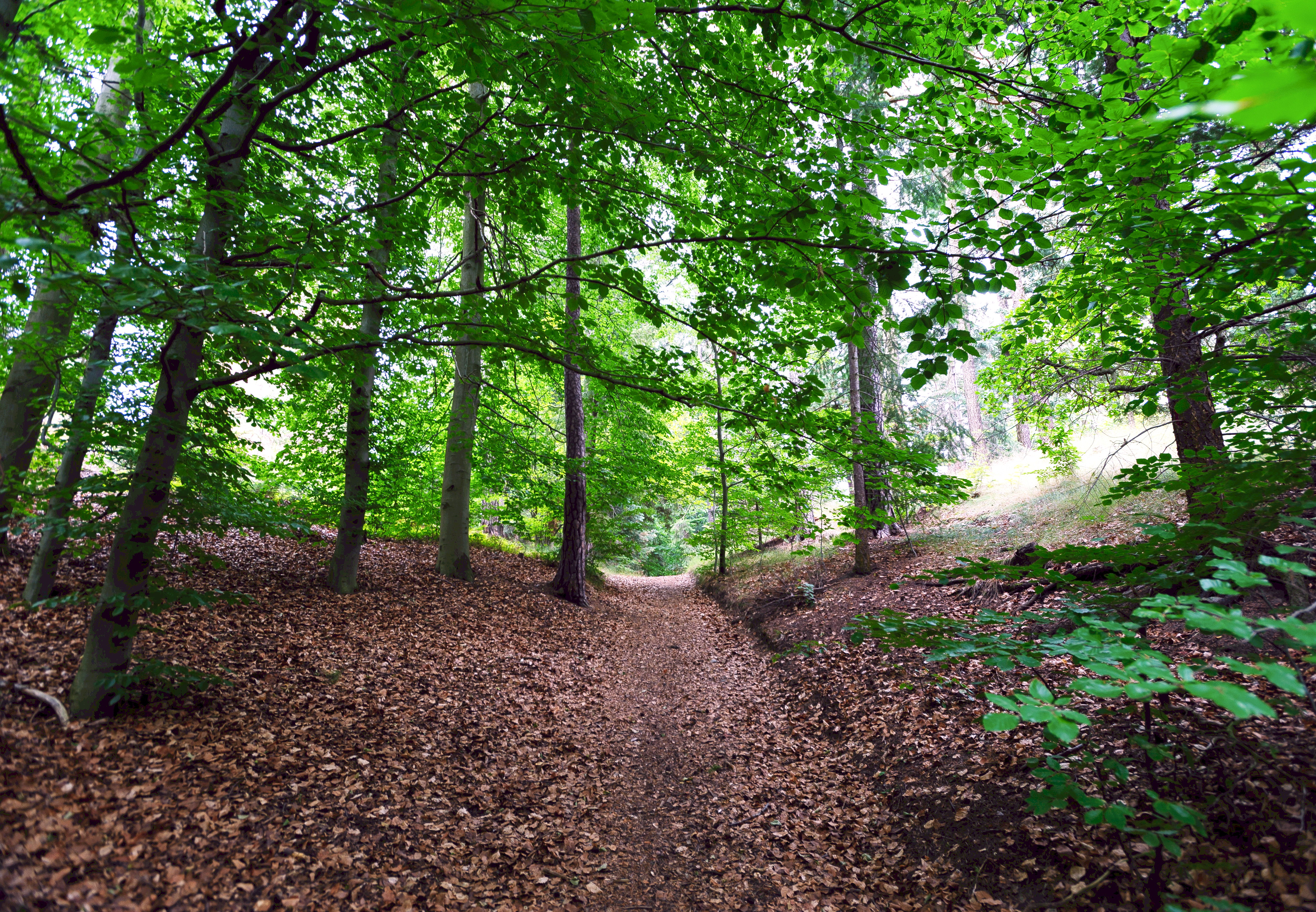
Interiör från parken, strax intill tornet.

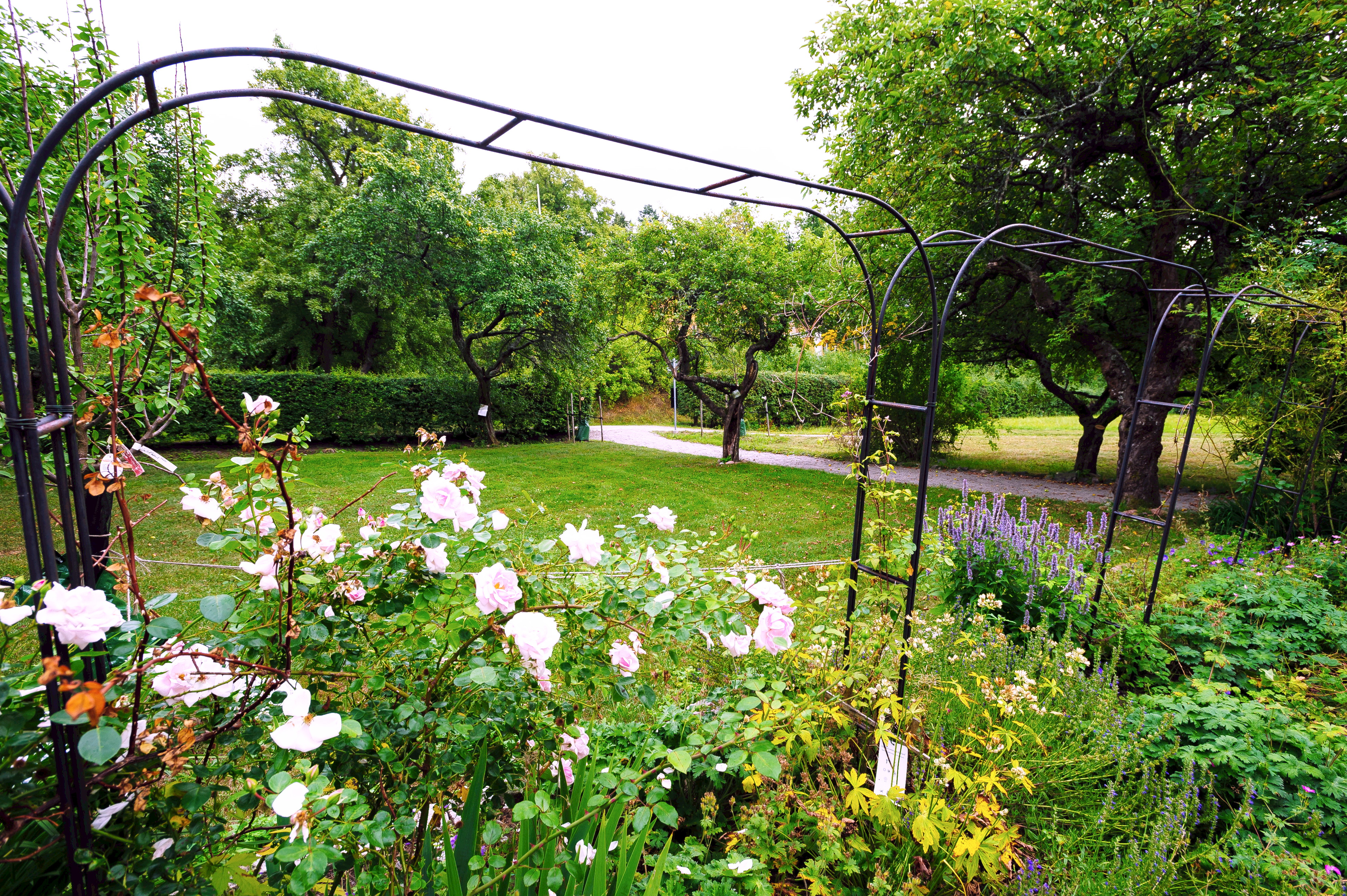
Från trädgården. Rosbågar.

Cedergrenska parken ligger vid Cedergrenska tornet i Stocksund i Danderyds kommun utanför Stockholm. Parken är i dag en välbesökt plats av invånare i och utanför Stockholm. I parken finns en skogsdel, ett arboretum med exotiska barrväxter, en trädgårdsdel med 50 olika sorters fruktträd, ett klipp- och ett strandparti mot Stocksundet och Lilla Värtan. Cedergrenska parken är en del av Rösjökilen.

## Historia
Jägmästare Albert Gotthard Nestor Cedergren (1849-1921) hade ambitionen att skapa en intressant park med att stort antal inplanterade trädslag och växter som normalt inte kan hittas i svenska naturen. Hans avsikt var att bedriva forskning om nya arter som kunde passa för svenskt skogsbruk. På sina resor till främmande länder tog han med sig exotiska frön, som sedan planerades i parken. Här finns idag många utländska trädarter, till exempel cypress, kaukasisk gran och douglasgran. Även hans döttrar var  intresserade av odling och självförsörjning och skapade rosenträdgården.
Cedergrens döttrar testamenterade tornet och marken med dess botaniska trädgård till Skogshögskolan, som erhöll egendomen vid den sista dotterns bortgång 1975. Skogshögskolan överlät dock fastigheten till Nordiska museet, som sålde den i sin tur 1981 till Danderyds kommun.

## Kulturpark
Området har fått beteckningen kulturpark och är i sin helhet ett bevarandeområde enligt kommunens kulturmiljöhandbok. I Cedergrenska parken ligger Cedergrenska tornet och parkvillan Skogshyddan som båda klassats av kommunen som "omistliga".